# Guaraciaba (Minas Gerais)
Guaraciaba est une municipalité brésilienne de l'État du Minas Gerais et la microrégion de Ponte Nova.